# Torres del Carrizal
Torres del Carrizal é um município da Espanha na província de Zamora, comunidade autónoma de Castela e Leão, de área 30,41 km² com população de 480 habitantes (2007) e densidade populacional de 16,47 hab/km².

## Demografia
| Variação demográfica do município entre 1991 e 2004 | Variação demográfica do município entre 1991 e 2004 | Variação demográfica do município entre 1991 e 2004 | Variação demográfica do município entre 1991 e 2004 |
| --------------------------------------------------- | --------------------------------------------------- | --------------------------------------------------- | --------------------------------------------------- |
| 1991                                                | 1996                                                | 2001                                                | 2004                                                |
| 566                                                 | 555                                                 | 500                                                 | 501                                                 |